# Münchner Gedenkstätten für Opfer des Nationalsozialismus
München war zur Zeit des Nationalsozialismus die „Hauptstadt der Bewegung“. An die „Opfer des Nationalsozialismus“ erinnern zahlreiche Gedenkstätten.

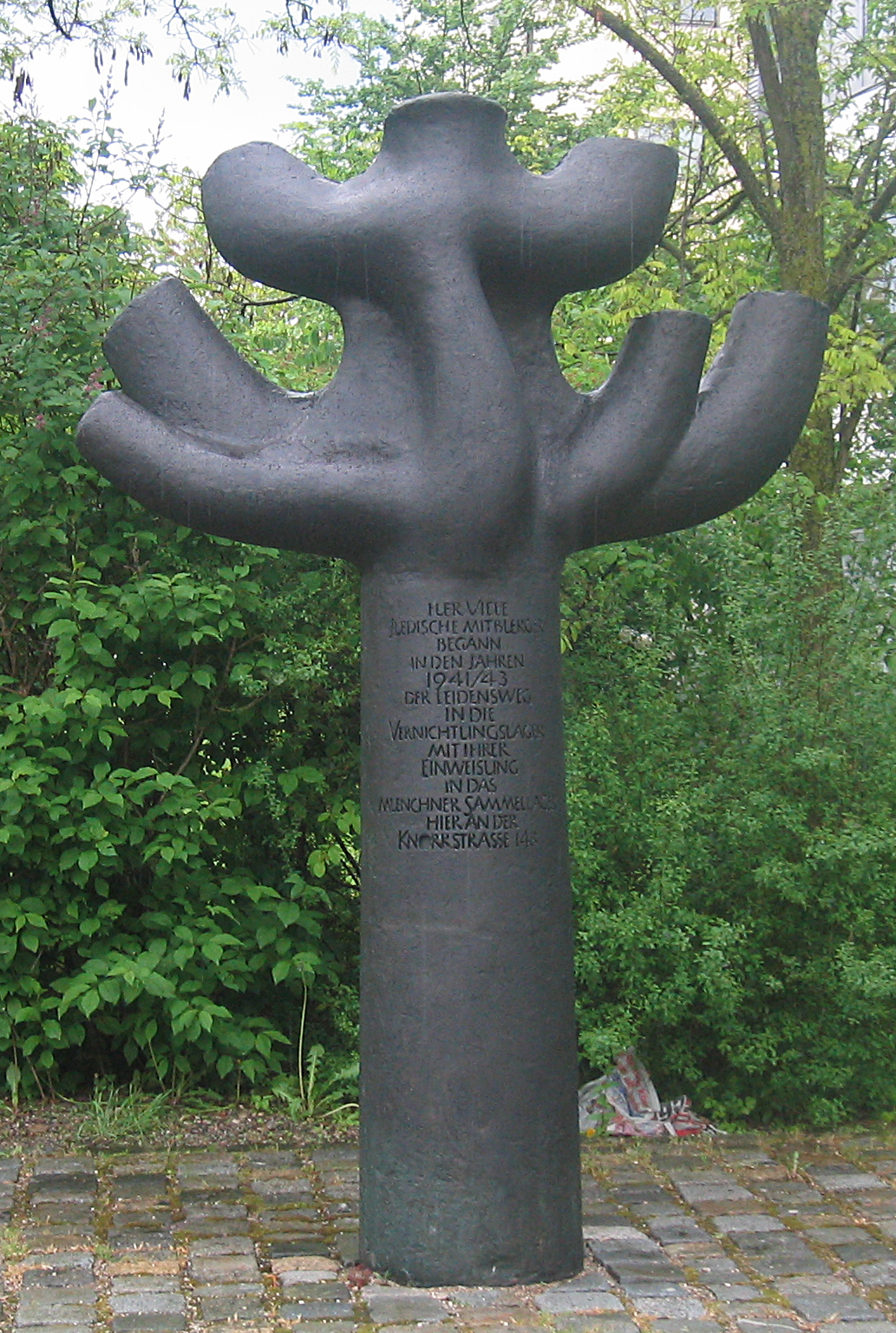
1982, Mahnmal an das sog. Milbertshofener Judenlager der Nazis

## Gedenkstätten für Widerstandskämpfer

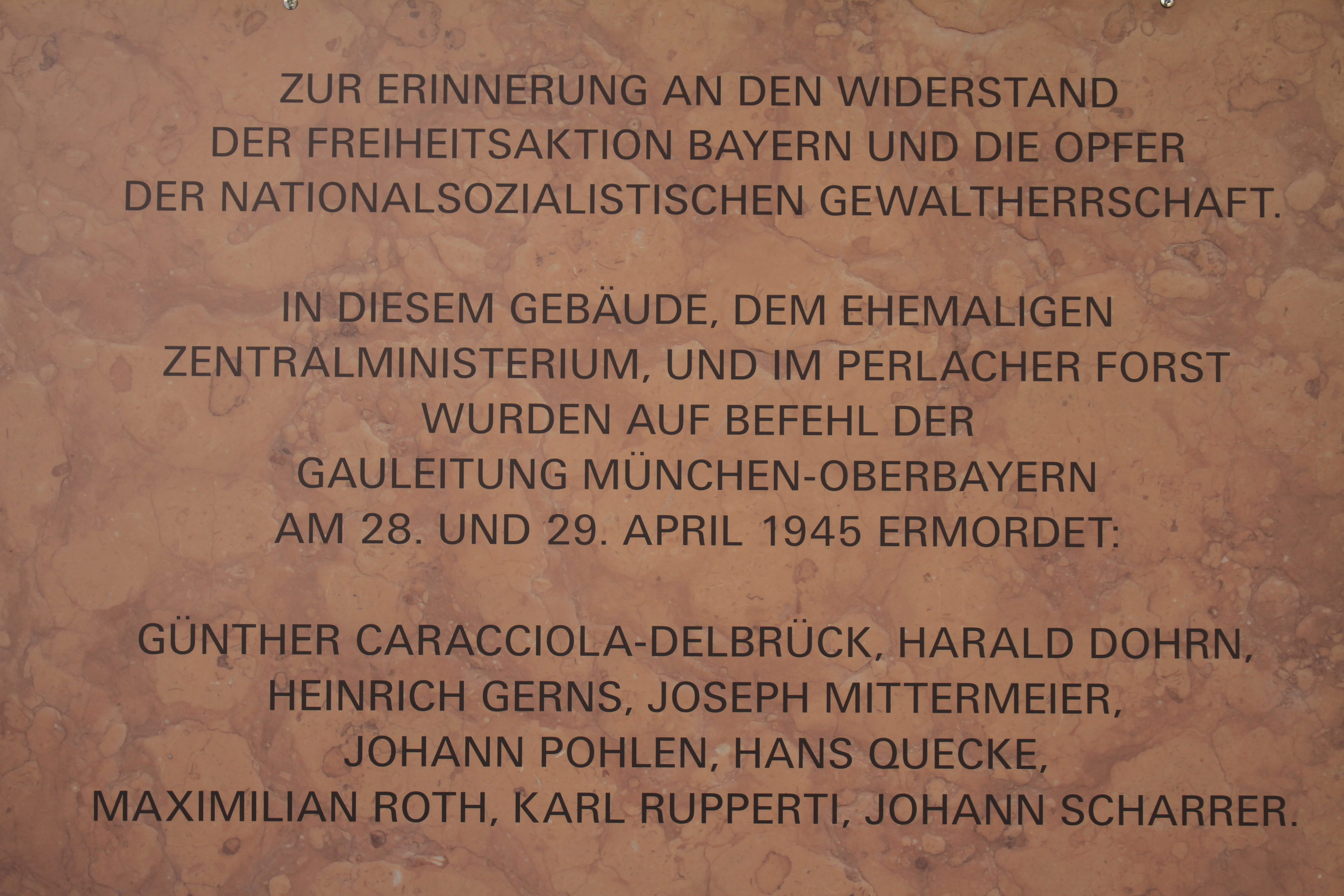
Gedenktafel im Innenhof des heutigen Landwirtschaftsministeriums in der Ludwigstraße 2

### Erinnerungsorte für Münchner Widerstandskämpfer

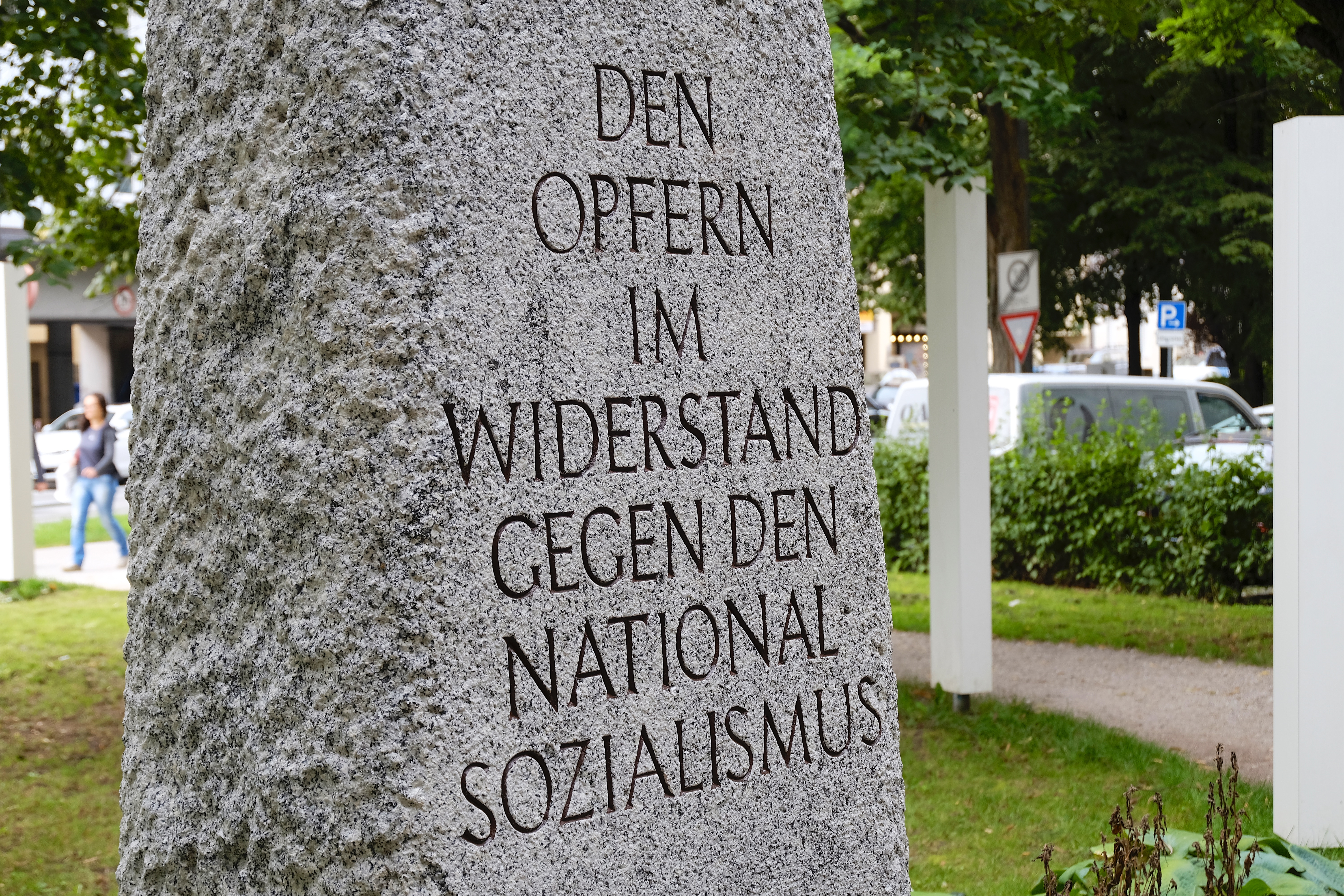
WiderstandsDenkmal am Platz der Freiheit

Der Platz „Münchner Freiheit“ im Stadtteil Schwabing und eine Gedenktafel ehren seit 1946 die Mitglieder der „Freiheitsaktion Bayern“ für ihren mutigen Widerstand. Im Innenhof des damaligen Zentralministeriums in der Maxvorstadt Ludwigstraße 2 wird an fünf Mitglieder der „Freiheitsaktion Bayern“ erinnert, die noch im April 1945 ermordet wurden: Hans Scharrer, Günther Caracciola-Delbrück, Maximilian Roth, Harald Dohrn und Hans Quecke. Der Erich-Mühsam-Platz an der Kreuzung der Clemens-, Wilhelm- und Siegfriedstraße ehrt Erich Mühsam, den Schriftsteller und zugleich Mitglied der Räteregierung von 1918, der im Jahr 1934 im KZ Oranienburg ermordet wurde. An seinem Wohnhaus im Stadtteil Schwabing, Schellingstraße 78, wird mit einer Gedenktafel an den sozialdemokratischen Widerstandskämpfer der Gruppe „Neu Beginnen“ Hermann Frieb erinnert, der 1943 im Zuchthaus Stadelheim ermordet wurde. Nach ihm ist auch die Realschule in der Hohenzollernstraße 140 benannt. Auf dem Nordfriedhof ehrt seit 1993 eine Gedenkstätte die SPD-Reichstagsabgeordnete Antonie Pfülf, die 1933 in den Freitod ging.
Im Stadtteil Haidhausen wird in der Rosenheimerstraße zwischen Gema-Gebäude und Kulturzentrum Gasteig an den Arbeiter Georg Elser erinnert, der 1939 ein fehlgeschlagenes Attentat gegen Hitler verübte und 1945 im KZ Dachau ermordet wurde. Die „Johann-Schmaus-Straße“ im Stadtteil Neuhausen ehrt seit 1987 Johann Schmaus und seinen Sohn Anton, die 1933 der „Köpenicker Blutwoche“ zum Opfer fielen. Im Stadtteil Pasing erinnern die Nimmerfallstraße und die Franz-Stenzer-Straße an den Landtagsabgeordneten Hans Nimmerfall, der 1934 im KZ Dachau sein Leben verlor, sowie an den SPD-Reichstagsabgeordneten Franz Stenzer, der bereits 1933 dort ermordet wurde.
Im Stadtteil Neuhausen-Nymphenburg am Platz der Freiheit erinnert seit 2016 das WiderstandsDenkmal, ein Memorial mit historischem Gedenkstein und im Halboval angeordneten Stelen, an 14 Widerstandskämpfer. Zu den Geehrten zählen  Marie-Luise Jahn, die die Arbeit der Weißen Rose fortsetzte, und Karl Schörghofer, der als Gerechter unter den Völkern ausgezeichnet wurde.

### Katholische Opposition
In der Neuberghauser Straße des Stadtteils Bogenhausen wird mit einem Denkmal an den Jesuiten Alfred Delp erinnert, der im Widerstand des „Kreisauer Kreises“ mitwirkte und 1945 in Berlin-Plötzensee ermordet wurde. Am Bogenhauser Kirchplatz 1 wird sowohl des Paters Delp als auch der Widerstandskämpfer des 20. Juli mit einer Gedenktafel erinnert: Hermann Josef Wehrle, Ludwig Freiherr von Leonrod und Franz Sperr. Eine Gedenktafel an der Kirche St. Georg ehrt Albrecht Ritter Mertz von Quirnheim. Am Ordenshaus St. Michael in der Maxburgstraße 1 informiert eine Gedenktafel über Widerstand und Tod des Priesters Rupert Mayer. Auch im Justizpalast, wo er vor Gericht stand, wird an den aufrechten Theologen erinnert. Die „Edith-Stein-Schule“ erinnert mit ihrem Namen und einer Bronzeskulptur an die Karmeliternonne Edith Stein.

### Erinnerungsorte für die „Weiße Rose“
Im Stadtteil Maxvorstadt wurde auf dem Geschwister-Scholl-Platz vor der Universität mit einem Tonkachel-Denkmal von Robert Schmidt-Matt im Kopfsteinpflaster den Widerständlern aus christlicher Verantwortung ein Gedenken errichtet. Eine Wandtafel aus dem Jahr 1958 am Universitätsgebäude nennt im Gedenken die Namen der sieben Mitglieder der Widerstandsgruppe „Weiße Rose“. Im Hörsaal 13 der Universität ehrt eine Gedenktafel die „Weiße Rose“ mit einem Zitat von Seneca. Des Weiteren wurde im Universitätshauptgebäude die „Denkstätte Weiße Rose“ als Informationszentrum mit Museumscharakter eingerichtet. Eine Gedenktafel von 1993 im Foyer des Justizpalastes gedenkt der sechs Mitglieder, die in diesem Gerichtsgebäude verurteilt worden waren, mit einem Zitat aus dem Schlusswort von Kurt Huber. In der Franz-Joseph-Straße 13 erinnert eine Gedenktafel daran, dass in diesem Haus die Geschwister Scholl von Juni 1942 bis zu ihrem Tod im Februar 1943 gewohnt haben. Am Haus Mandlstraße 28 berichtet eine Tafel davon, dass hier Willi Graf bis zu seiner Verhaftung durch die Gestapo wohnte. Eine durch den Bildhauer Wilhelm Breitsameter geschaffene Gedenkstätte in der Justizvollzugsanstalt Stadelheim kann besucht werden, wo die Hinrichtungen von Regimegegnern durchgeführt wurden. Auf dem Friedhof am Perlacher Forst Stadelheimer Straße enthält ein Ehrenhain auch die Grabstätten der Mitglieder „Weißen Rose“. Ein Gedenkstein auf dem Waldfriedhof ist dem Hochschullehrer Kurt Huber gewidmet.

## Gedenkstätten für alle Opfer des NS-Regimes
Auf dem Platz der Opfer des Nationalsozialismus neben dem Maximiliansplatz befindet sich seit 1985 das Denkmal für die Opfer der NS-Gewaltherrschaft, eine Säule mit ewiger Flamme, des Bildhauers Andreas Sobeck. Es ist allen Opfern der NS-Gewaltherrschaft gewidmet. Schräg gegenüber befand sich die Gestapo-Zentrale, in der Tausende Gegner des Regimes gefoltert wurden. Im Stadtteil Neuhausen auf dem Platz der Freiheit wird aller Opfer im Widerstand gegen das NS-Gegime gedacht. Im Stadtteil Harlaching auf dem Isar-Hochufer Ecke Harthauser Straße/Holzkirchner Straße erinnert ein Gedenkstein an alle Widerstandskämpfer und Verfolgten im „Dritten Reich“. Im Rathaus Marienplatz 8 Erster Stock werden auf einer Gedenktafel für die Kriegsopfer auch die Opfer politischer Verfolgung genannt. Auf dem Friedhof am Perlacher Forst sind in einem KZ-Ehrenhain 4.092 Opfer der NS-Diktatur beigesetzt, woran ein Gedenkstein erinnert. Im Stadtteil Giesing am Krematorium des Ostfriedhofs St.-Martin-Straße/Eingang S-Bahnhof bekundet eine Stele den Opfern unter den politischen Widerstandskämpfern ehrendes Gedenken. Beim Gräberfeld 68 des gleichen Friedhofs wird neben „den Toten der Revolution 1919“ der Opfer des Widerstands 1933–1945 gedacht.

## Erinnerungen an die jüdischen Opfer der NS-Gewaltherrschaft
In Milbertshofen Ecke Knorr-/Troppauer Straße erinnert eine baumähnliche Bronzeplastik an das Judenlager Milbertshofen (Bild oben). An der Knorrstraße 148, wurden in 18 Baracken 4.000 Menschen untergebracht und zur Zwangsarbeit eingesetzt. Ein weiteres Denkmal am Kloster St. Michael in Berg am Laim erinnert auch an das Sammellager als Durchgangsstationen in die heute so genannten Vernichtungslager des NS-Regimes.
Am Standort der ehemaligen Hauptsynagoge an der Ecke Maxburgstraße/Herzog-Max-Straße weist ein Gedenkstein auf den ersten Abriss eines jüdischen Gebetshauses in Deutschland hin, der bereits im Juni 1938 auf direkten Befehl Hitlers erfolgte. Über einem Restaurant in der Herzog-Rudolf-Straße 1 informiert eine Wandtafel darüber, dass an dieser Stelle die orthodoxe Synagoge Ohel Jakob kurz danach bei dem Novemberpogrom 1938 von SA-Männern niedergebrannt wurde.

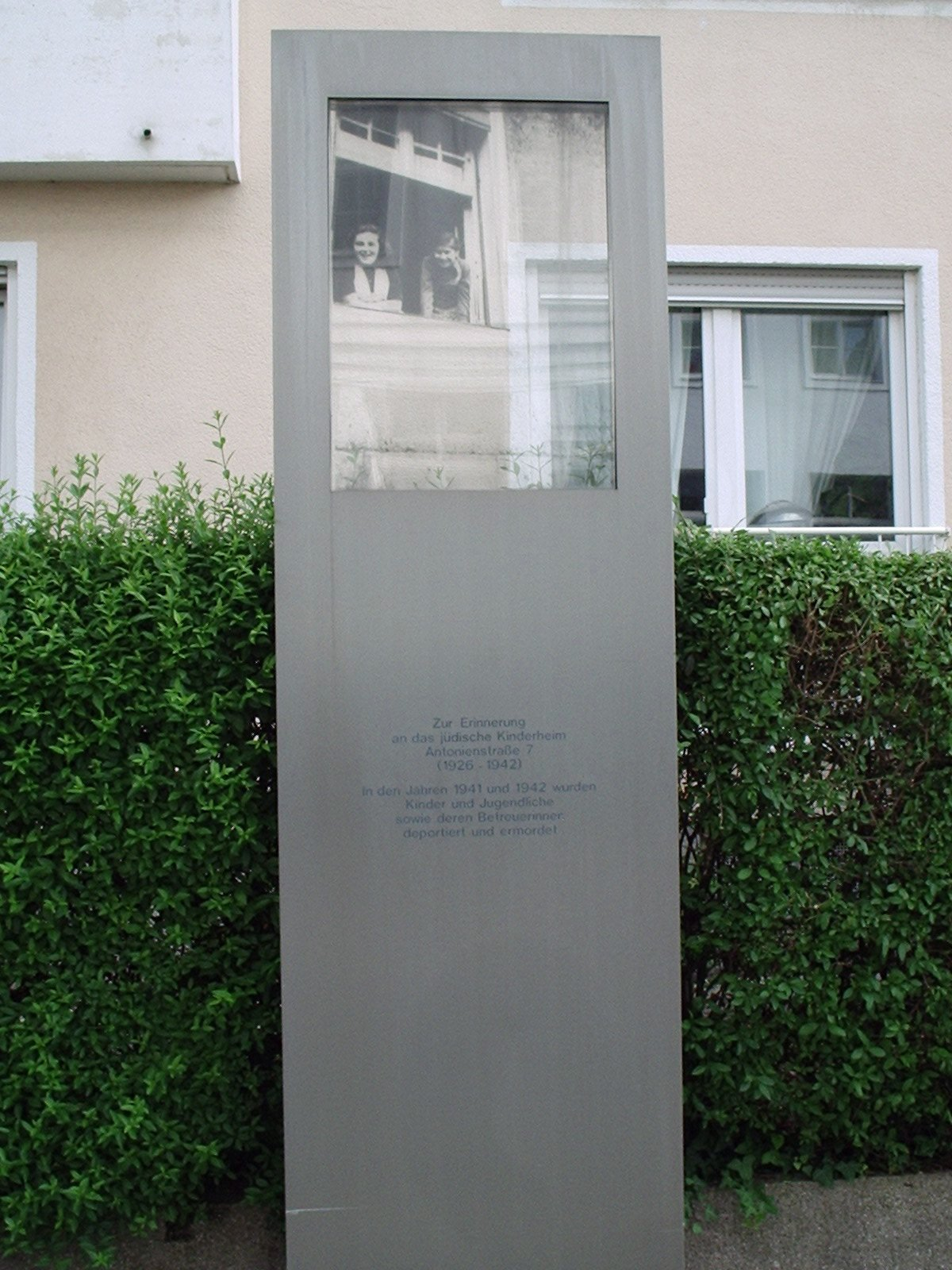
2002, Mahnmal am Standort des von Pfleglingen „geräumten“ Antonien-Kinderheims

Am Eingang der ehemaligen Kinderklinik an der Lachnerstraße erinnert eine Gedenktafel an den Arzt Julius Spanier, der als einziger Überlebender aus dem KZ Theresienstadt zurückkehrte, wohin die 45 Patienten der Israelitischen Privatklinik und des Israelitischen Kranken- und Schwesternheims 1942 deportiert worden waren. Ein Mahnmal an der Hermann-Schmid-Straße erinnert an den Ort des ehemaligen Kranken- und Schwesternheims. In der Antonienstraße erinnert ein Mahnmal an die ermordeten Kinder des Antonienheims.
Im Institut für Internationales Recht Veterinärstraße 5 ehrt eine Gedenktafel den jüdischen Wissenschaftler Karl Neumeyer und dessen Frau, die von der NS-Diktatur in den Freitod getrieben wurden. Im Justizpalast erinnert eine Gedenktafel an die verfolgten jüdischen Anwälte. Auf dem alten Jüdischen Friedhof im Stadtteil Thalkirchen, Thalkirchener Straße 240, befinden sich neun Gräber jüdischer Bürger, deren Grabdenkmäler an die dort Ruhenden erinnern, die der Shoa zum Opfer fielen. Auf dem neuen Jüdischen Friedhof im Stadtteil Schwabing, Garchinger Straße 37 wird auf den Grabsteinen und mit einem großen Denkmal neben der Friedhofshalle der zahlreichen Opfer der Verfolgung gedacht.

### Gedenktafel zu dem ersten „Judentransport“ am Marienplatz
Eine offizielle Inschrift der Stadt München am Marienplatz am Alten Rathaus erinnert an den ersten Deportationszug, der am 20. November 1941 nach Kaunas/Kowno die ersten eintausend massenhaft ermordeten NS-Opfer aus ihrer Heimatstadt direkt in den Tod fuhr. Es folgten bis ins Frühjahr 1945 42 weitere Deportationszüge, bzw. -transporte mit insgesamt rund 3.000 Münchnerinnen und Münchnern in die Vernichtungslager.

### Münchner Streit über Stolpersteine als Gedenkform
In München gibt es derzeit (Stand Oktober 2021) 145 Stolpersteine an 38 Standorten.
2015 gab es eine erneute öffentliche Auseinandersetzung um solche Messinginschriften am Boden vor dem letzten bekannten Wohnort einer verfolgten Person. Martin Bernstein sagte und klagte um das Recht dazu: „Ich will, dass die Münchner über den Namen meiner Großmutter stolpern.“ Zur Begründung führte er aus: Die Stadt habe, indem sie per Stadtratsbeschluss Gedenkstelen zulässt, „die Tür weit geöffnet für individuelles Gedenken“. Das müsse dann aber auch für die Stolpersteine gelten. Hartung sprach von einem Musterprozess, in dem es um die Freiheit des Gedenkens gehe: „Es gibt kein richtiges und falsches Gedenken.“ Die Stadt liegt nach seiner Auffassung juristisch falsch, wenn sie Nachkommen von KZ-Opfern vorschreibe, wie genau dieses Gedenken auszusehen habe. Zumal Stolpersteine ein viel geringerer Eingriff in den Verkehrsraum seien und – im Gegensatz zu den Stelen – deshalb auch überall möglich. Die Gleichbehandlung der Opfer und ihrer Nachkommen müsse gewährleistet sein. Die Stadt München (Stadtrat und Verwaltung) lehnt Stolpersteine nach wie vor ab. Das Verwaltungsgericht hält sich nicht für zuständig. Die Stadt lässt seit 2017 auf Antrag Stelen errichten.
- Dazu siehe auch: die Liste von derzeit 130 von der Stadt München geprüften und errichteten besonderen Erinnerungszeichen für Opfer des NS-Regimes.

## Gedenkstätten für KZ-Häftlinge und Zwangsarbeiter
Auf dem Friedhof Perlacher Forst befinden sich die Gräber und die dazugehörigen Erinnerungsmale für Tausende Zwangsarbeiter, die im Zweiten Weltkrieg nach Deutschland verschleppt wurden. Eine Gedenktafel an der Stielerschule (Ecke Stielerstraße/Bavariaring) erinnert seit 1989 an KZ-Häftlinge, die u. a. beim KZ-Außenkommando München (Bombensuchkommando) den Tod fanden.

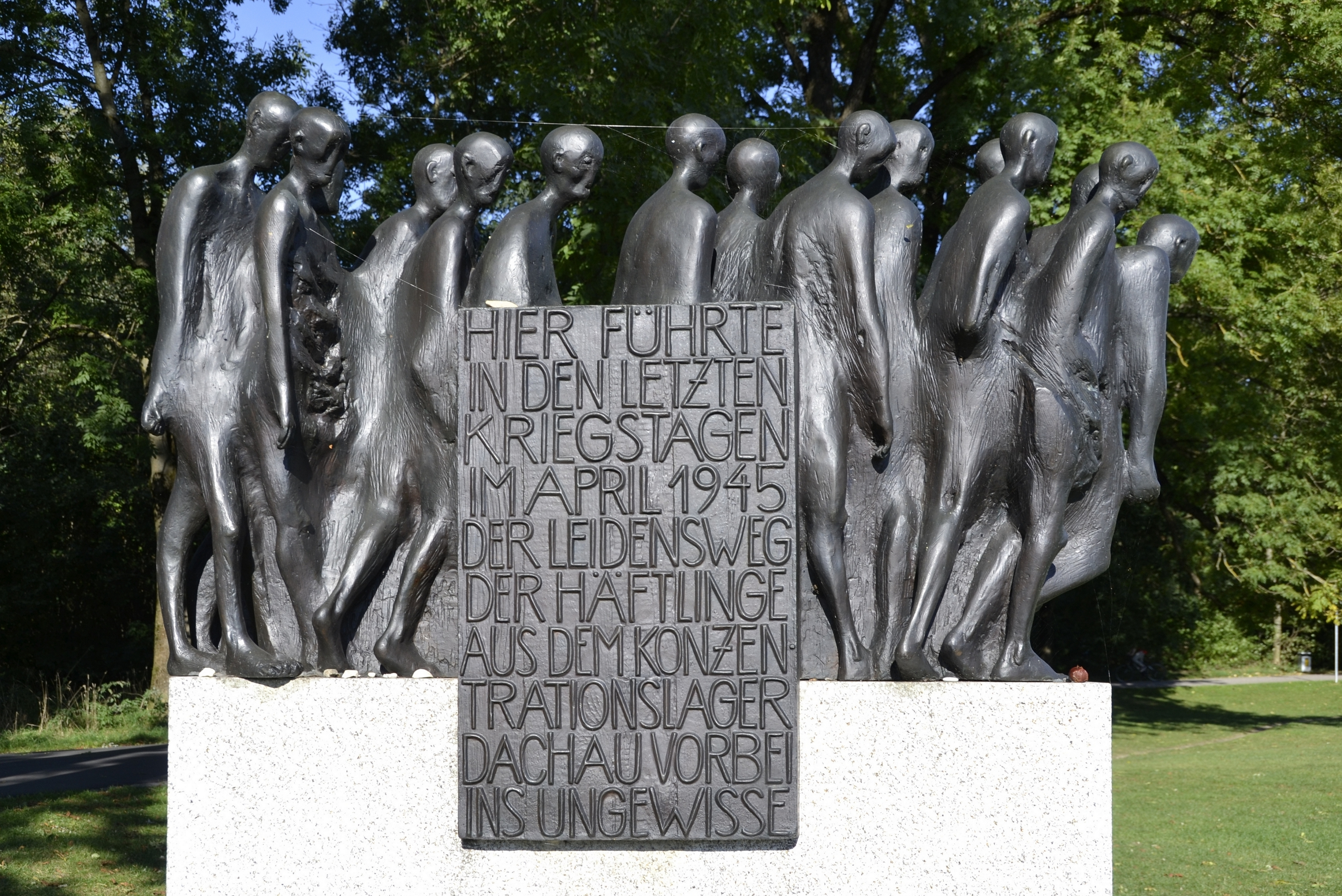
Eines der Todesmarsch-Mahnmale, hier östlich des Sees am Schloss Blutenburg, errichtet 2001

Identische Bronzeplastiken des Künstlers Hubertus von Pilgrim in Allach an der Ecke Eversbusch/Höcherstraße, an der Blutenburg, sowie in Pasing beim Bahnhofsplatz, und in Oberschleißheim halten das Gedenken an den Todesmarsch der 6.887 KZ-Häftlinge wach, die im April 1945 aus dem KZ Dachau von SS-Mannschaften in Richtung Alpen(-festung) getrieben wurden und von denen dabei jeder zweite von den Wachen ums Leben gebracht, oft direkt ermordet, wurde.

## Opfer der NS-„Euthanasie“
Auf dem Waldfriedhof in Fürstenried wurden die sterblichen Überreste der in der „wilden Kindereuthanasie“ und durch missbrauchte medizinische Forschung ums Leben gebrachten Menschen begraben und ihrer mit einem Gedenkstein gedacht.

## Homosexuelle Opfer der NS-Zeit
2017 wurde an der Ecke Oberanger, Dultstraße in der Münchner Altstadt das Denkmal für die in der NS-Zeit verfolgten Lesben und Schwulen eingeweiht.

## Gedenkstätte zum Approbationsentzug jüdischer Zahnärzte
Am 30. September 2009 wurde eine Gedenktafel zum 70. Jahrestag des Approbationsentzugs jüdischer Zahnärzte im Münchner Zahnärztehaus in der Fallstr. 34–36 in der Kassenzahnärztlichen Vereinigung Bayerns (KZVB) angebracht. Zum 80. Jahrestag des Approbationsentzugs beschloss der Vorstand der KZVB dem Ereignis nicht mehr zu gedenken und veranlasste die Entfernung der Gedenktafel.

## Hören als Form des Erinnerns und Gedenkens, Memory Loops
Seit 2010 gibt es eine Sammlung von Tondokumenten zu diesem Geschichtsabschnitt, genannt „Memory Loops“. Es sind inzwischen 300 deutsche und 175 englische Tonspuren zu Personen und Orten des NS-Terrors in München von 1933 bis 1945, die online abrufbar sind. Die Künstlerin Michaela Melián (Jg. 1956) hat der Stadt damit eine neue flächendeckende und zugleich virtuelle Form aus Tonspuren in die Vergangenheit übergestreift, die auf Archivmaterialien und Aussagen von Zeitzeugen basiert. Dazu gibt es an 60 Standorten im Stadtraum Hinweistafeln mit den Telefonnummern zu den entsprechenden Tonspuren, die über Mobiltelefone zum Ortstarif über das Festnetz abhörbar sind. Auf der Website der Stadt können die Zeugnisse alphabetisch nach Straßennamen sortiert abgerufen werden. Dass erst einmal nicht ersichtlich ist, wer spricht, nötigt quasi zum aufmerksamen Zuhören. Dem Kunstprojekt folgte bundesweit und international eine positive Resonanz.